# Стригайлишкис
Стригайлишкис (лит. Strigailiškis) — деревня в Игналинском районном самоуправлении на востоке Литвы. Имеет статус курортной территории. 
В 2011 году население Стригайлишкиса составило 294 человека.

## География
Стригайлишкис находится в юго-западной части района на территории Аукштайтского национального парка. Восточная часть села примыкает к Игналине. В селе находится туристический центр «Игнатурас».

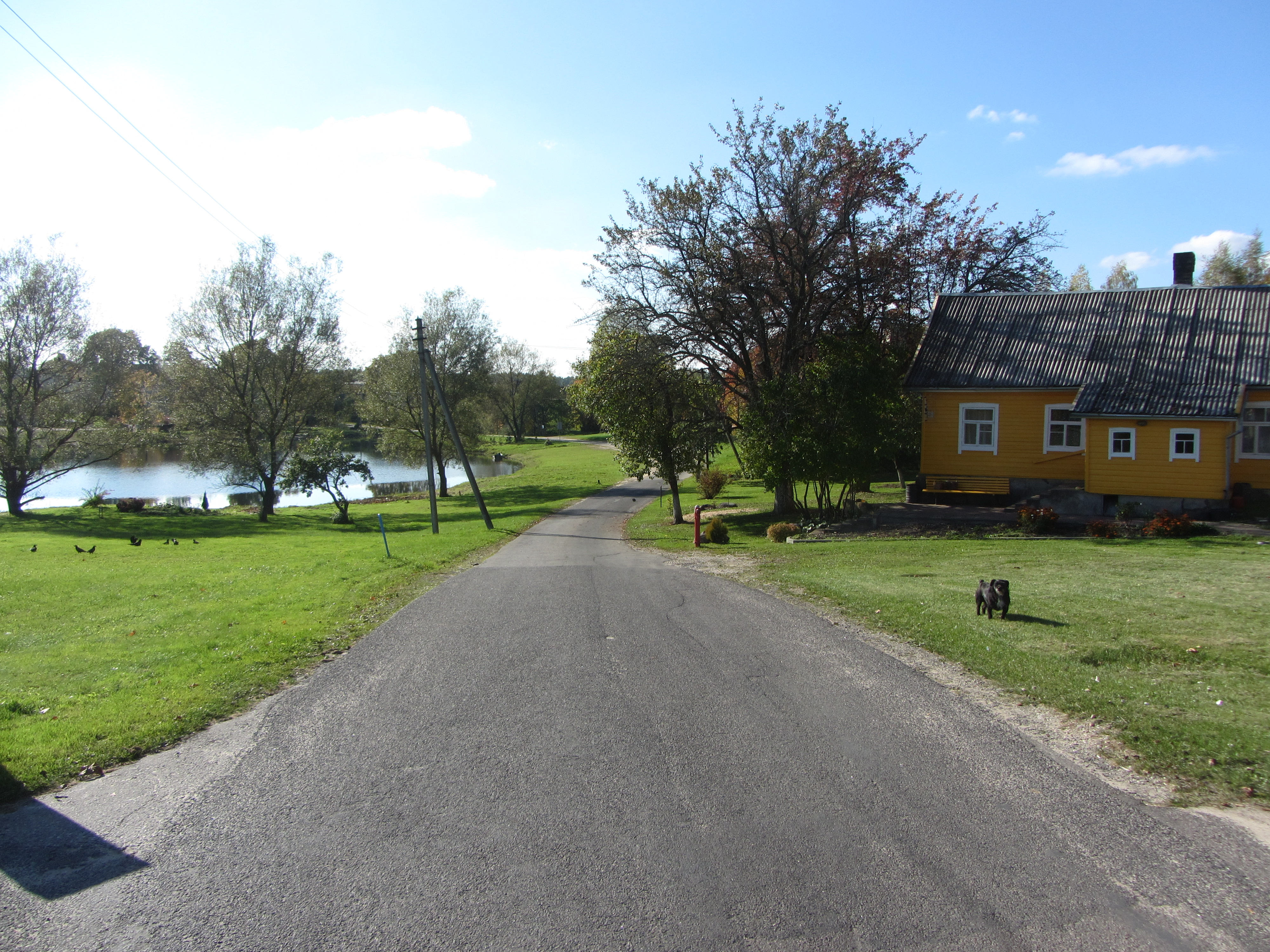
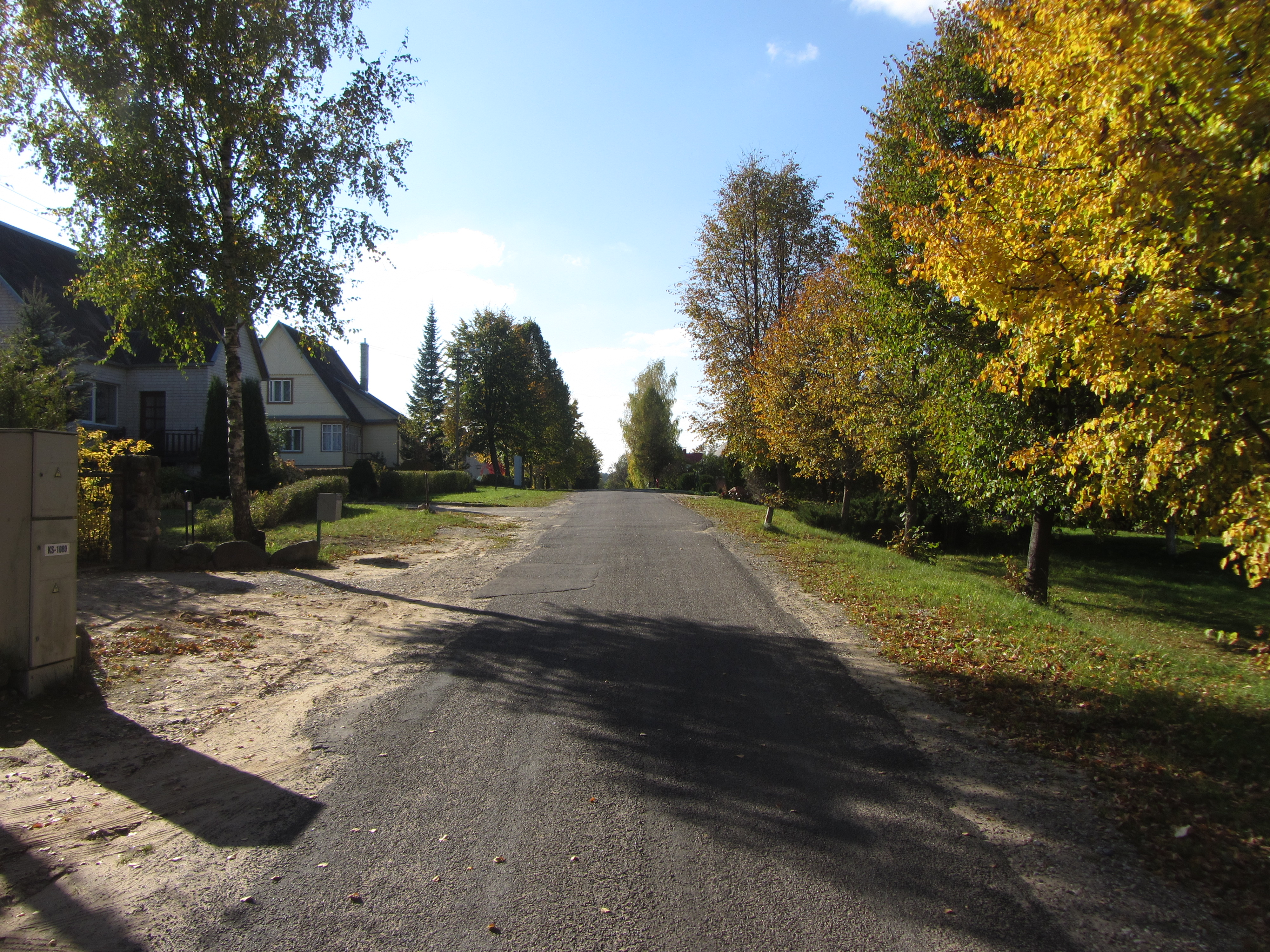

## Демография
| 1905                           | 1931 | 1959 | 1970 | 1979 | 1987 | 1989 | 2001 | 2011 |
| ------------------------------ | ---- | ---- | ---- | ---- | ---- | ---- | ---- | ---- |
| 115                            | 87   | 88   | 137  | 169  | 307  | 339  | 334  | 294  |
| Гистограмма динамики населения |      |      |      |      |      |      |      |      |